# 布特拉高原
布特拉高原，是位於馬來西亞雪蘭莪州八打灵县白沙罗区梳邦再也的一個市鎮，隶属于梳邦再也市议会。布特拉高原临近的镜子山（Bukit Cermin）置放着『PUTRA HEIGHTS』的字牌。

## 简介
布特拉高原是由森那美（Sime Darby）于1999年开发的城镇，占地7.27平方公里。布特拉高原中心有一个山丘，名为”镜子山”（Bukit Cermin），是巴生谷其中一个热门骑自行车的公园。
Putra Point商业中心和布特拉高原巨人霸市是镇内仅有的商业区。而位于布特拉高原附近的USJ21区拥有较好的基建如Main Place商业中心是此区域最大的商业区。蒲种和UEP梳邦再也的商场因临近这里所以也吸引布特拉高原居民前去购物。

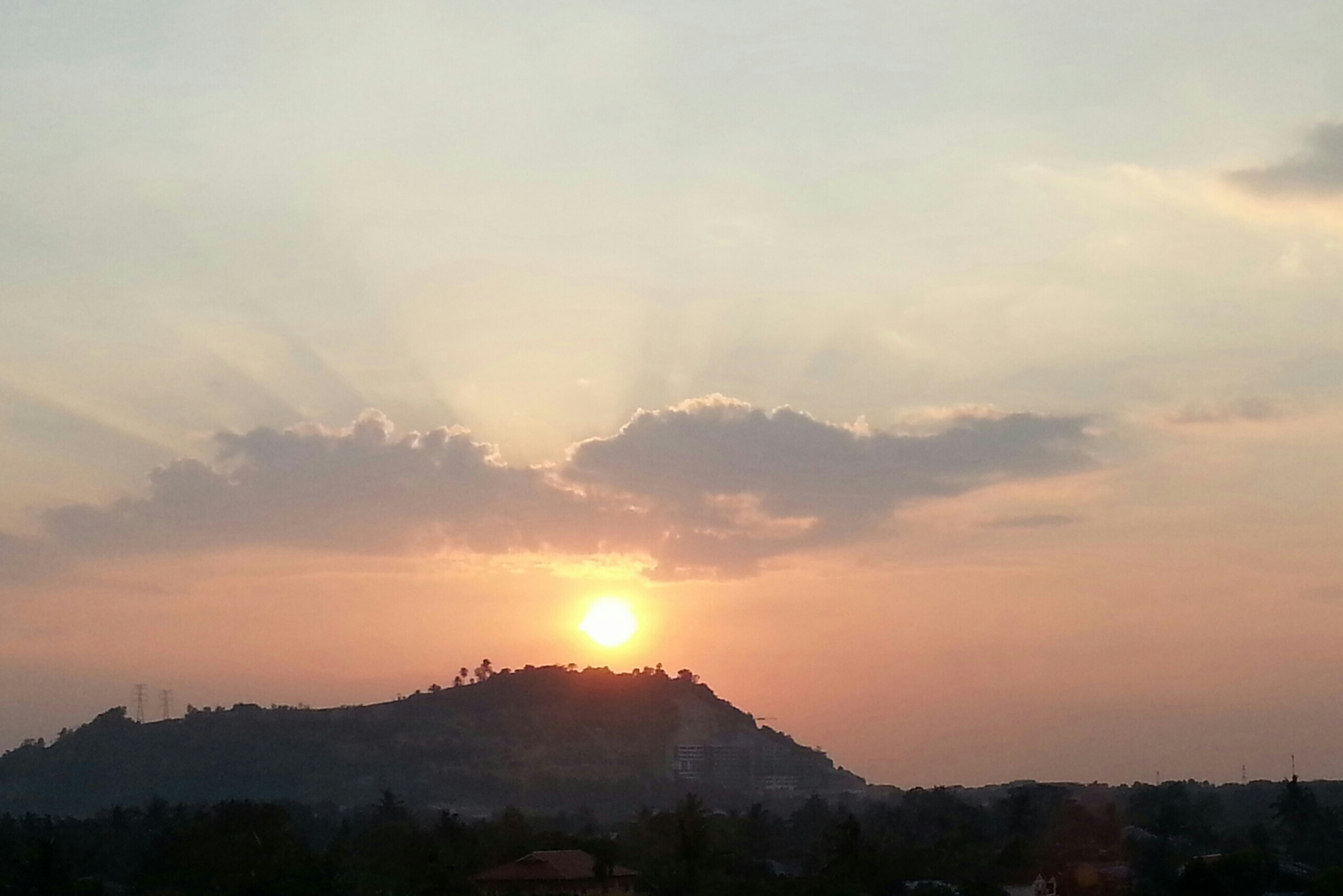
Kingsley Hill的黄昏景色

## 花园住宅区
布特拉高原共有三个花园住宅区（简称街坊），分别是Putra Palms、The Glades和Kingsley Hills。这些街坊有些是高级公寓、独立式洋房、排屋、半独立式和豪宅。全部住宅区都有篱笆以及24小时运作的保安系统。

## 教育

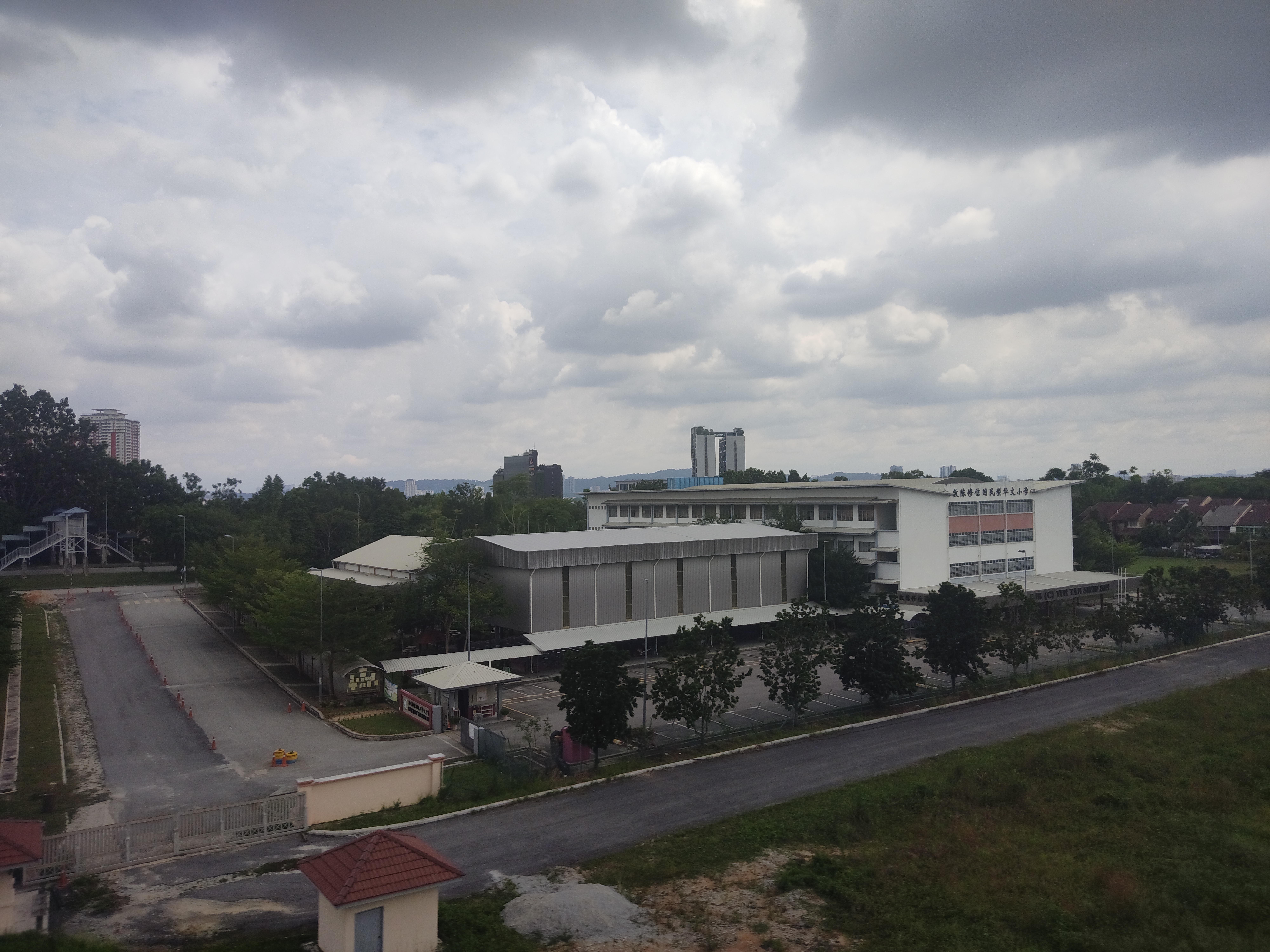
敦陈修信华小

此区拥有二间小学和一间中学，现今大部分华裔学生都就读于敦陈修信华小，但这间学校位于布特拉高原的北部，距离主要住宅区约4公里。可是这里的学校不足，所以多数居民都会前往UEP梳邦再也(USJ)就读。

### 学校
| 中文名                                  | 马来文名              | 坐标                                            |
| --------------------------------------- | --------------------- | ----------------------------------------------- |
| 敦陈修信华文小学 （页面存档备份，存于） | SJKC Tun Tan Siew Sin | 3°01′18″N 101°34′24″E / 3.021737°N 101.573365°E |

- 布特拉高原国民小学(SK Putra Heights 2)
- USJ23区国民中学(SMK USJ23)

### 私人学校
- Kingsley国际学校

## 交通
布特拉高原可通过南北大道第二中环衔接大道（ELITE）抵达。于2009年开放的USJ交通枢纽是前往布特拉高原的主要道路。其他衔接南北大道第二中环衔接大道的大道有新巴生河流域大道（NKVE）、白蒲大道（LDP）、南巴生谷大道（SKVE）和莎亚南大道（KESAS）。

## 公共交通

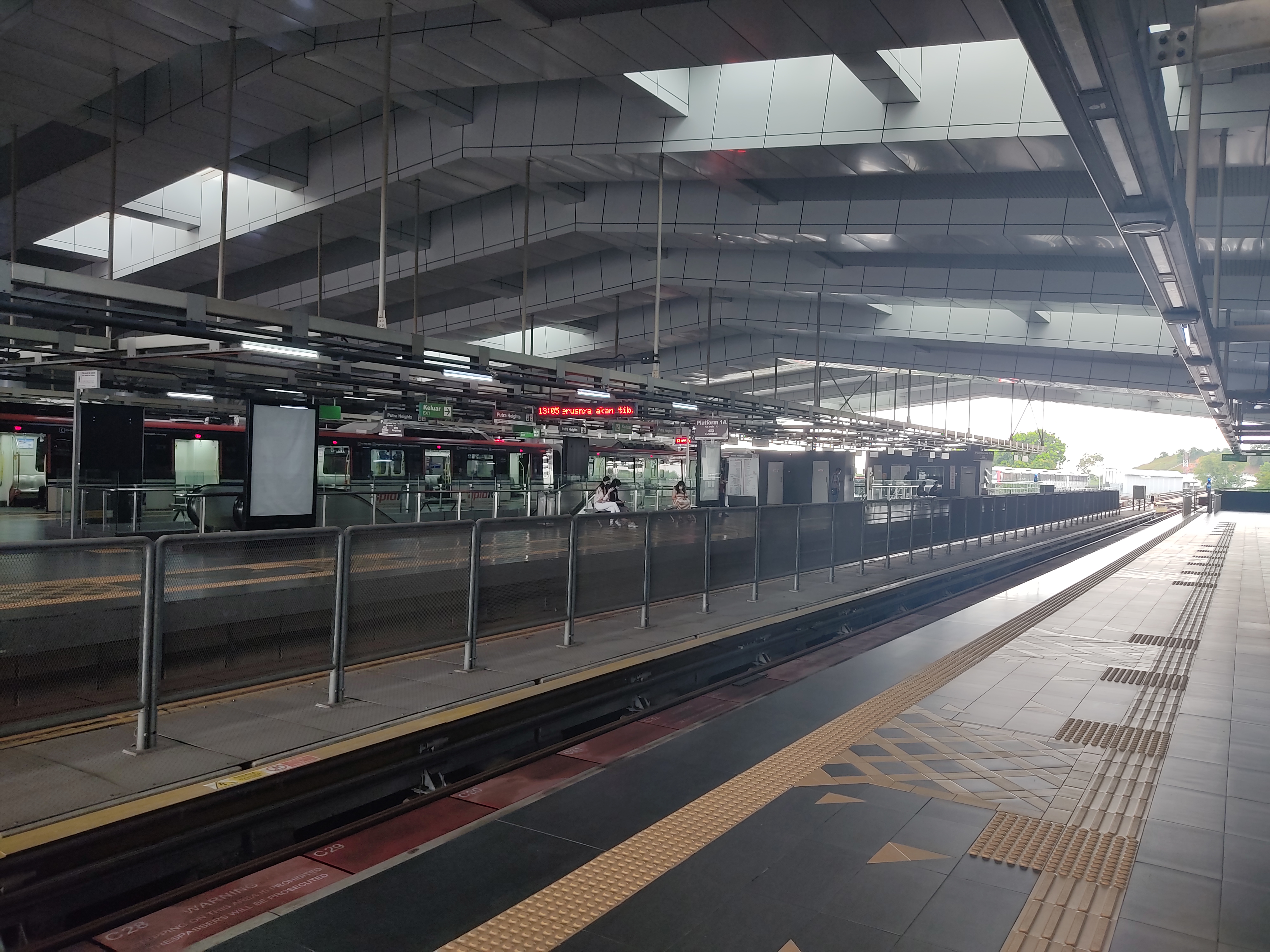
布特拉高原站是和的转换站

2016年完工的大城堡及格拉那再也延长线的转换站。 SP31  KJ37 布特拉高原站位于布特拉英达道（Persiaran Putra Indah），临近Putra Point商业中心。布特拉高原站是4 大城堡线和5 格拉那再也綫的转换站，可通过大城堡线前往吉隆坡、蒲种和安邦等地，格拉那再也线则可前往吉隆坡、梳邦再也、鹅唛等地。

## 政治
布特拉高原属于哥打拉惹国会议席，该议席在马来西亚下议院的代表为来自希望联盟国家诚信党的末沙布。
同时，布特拉高原属于哥打哥文宁州议席，该议席在雪兰莪州议会的代表为来自民主行动党的峇卡斯。